# Dipartimento di Loncopué
Loncopué è un dipartimento argentino, situato nella parte nord-occidentale della provincia di Neuquén, con capoluogo Loncopué.
Esso confina a nord con il dipartimento di Ñorquín, a est con i dipartimenti di Pehuenches e Añelo, a sud con il dipartimento di Picunches e ad ovest con la repubblica del Cile.
Secondo il censimento del 2001, su un territorio di 5.506 km², la popolazione ammontava a 6.457 abitanti, con un aumento demografico del 24,03% rispetto al censimento del 1991.
Il dipartimento è composto dal solo comune di Loncopué (comune di seconda categoria).